# Lusiana Conco
Lusiana Conco är en kommun i provinsen Vicenza i regionen Veneto i Italien. Kommunen hade 4 553 invånare (2022).
Kommunen bildades den 20 februari 2019 genom en sammanslagning av de tidigare kommunerna Conco och Lusiana.